# People for the Ethical Treatment of Animals
People for the Ethical Treatment of Animals (PETA), pol. Ludzie na rzecz Etycznego Traktowania Zwierząt (pet – z ang. „zwierzę domowe”) – międzynarodowa organizacja non-profit powstała w roku 1980 z siedzibą w Norfolk w stanie Wirginia, USA. Jej główną działalność stanowi walka o prawa zwierząt. Prezesem i współzałożycielem organizacji jest Ingrid Newkirk.
Według oficjalnej strony PETA należy do niej ponad 5 milionów osób. PETA utrzymuje, że stara się działać głównie przez edukację, reklamy, pokojowe protesty i pikiety.

## Kontrowersje
W 2007 PETA opublikowała promujący wegetarianizm film pt. Twoja mamusia zabija zwierzęta. Fala krytyki spadła nie tak bardzo ze względu na dzieło, lecz na to, iż tytuł i szokujący plakat są adresowane bezpośrednio do dzieci. Utwór reklamuje rysunek w stylu komiksowym przedstawiający kobietę ubraną w stereotypowy fartuch gospodyni domowej, z sadystycznym wyrazem twarzy. W lewej ręce trzyma za uszy królika, prawą dźga go nożem kojarzącym się raczej z gangsterką, niż kuchnią. Później PETA opublikowała plakat pt: Twój tatuś zabija zwierzęta przedstawiający wędkarza nie mniej okrutnie szlachtującego ryby. W przeciwieństwie do poprzedniego, ten obraz nie jest reklamą innego medium. PETA oświadczyła, że tym sposobem pomaga dzieciom poznać prawdę.
PETA uznaje picie mleka za nieetyczne. Sparodiowała kampanię społeczną Got Milk, tworząc Got Beer, co można przetłumaczyć jako pij piwo. Niedługo później w szkolnych gazetkach członkowie PETA twierdzili, że mleko powoduje trądzik, otyłość, choroby serca, nowotwory, udary mózgu. Organizacja Matki Przeciwko Pijanym Kierowcom oskarżyła ich o promowanie wśród dzieci alkoholu.
PETA publikuje plakaty, na których gwiazdy lub osoby prywatne są półnagie. Promują wegetarianizm lub mówią: Lepiej być nago niż w futrze. Nagość bywa także publiczna.
W 2011 NBC odmówiła emisji reklamy w trakcie Super Bowl, na której ubrane tylko w bieliznę młode kobiety zajmują się w sposób niedwuznaczny warzywami. W większości o fallicznym kształcie.
Działalność PETA budzi kontrowersje ze względu na fakt, że na każde 2–3 tysiące zwierząt odbieranych co roku przez działaczy organizacji większość (83–85%) jest zabijana. Od 1998 PETA zlikwidowała około 19 tysięcy zwierząt. PETA oświadczyła, że eutanazja zwierząt jest dokonywana tylko z konieczności, głównie z powodu chorób zwierząt.
Do 2001 PETA wspierała finansowo organizacje, które rząd amerykański uznaje za terrorystyczne – Earth Liberation Front czy Animal Liberation Front.
W 2017 roku PETA doprowadziła do bankructwa fotografa, który opublikował w Wikipedii zdjęcie małpy, która zrobiła sobie selfie jego aparatem. PETA walczyła z nim w amerykańskim sądzie, aby przyznać kreatywne prawa autorskie zwierzęciu.
W 2019 roku firma Google uhonorowała tragicznie zmarłego 13 lat wcześniej australijskiego przyrodnika Steve'a Irwina, prezentując w dzień jego urodzin okolicznościowy Google Doodle z jego podobizną. PETA skrytykowała to posunięcie, publikując na serwisie Twitter post, mówiący, że przyrodnik za swojego życia nie odnosił się w odpowiedni sposób do badanych przez siebie zwierząt i Google, upamiętniając go, promuje negatywne wzorce. Komunikat spotkał się z ogromnym negatywnym odzewem, a miliony internautów z całego świata posądziło PETA o znieważenie pamięci naukowca.